# Fiat Albea
Fiat Albea — субкомпактный седан, выпускаемый концерном FIAT S.p.A. для Восточной Европы. На южноамериканском рынке продаётся почти идентичная модель под именем Fiat Siena. Fiat Albea является версией хетчбэка Fiat Palio.

## История

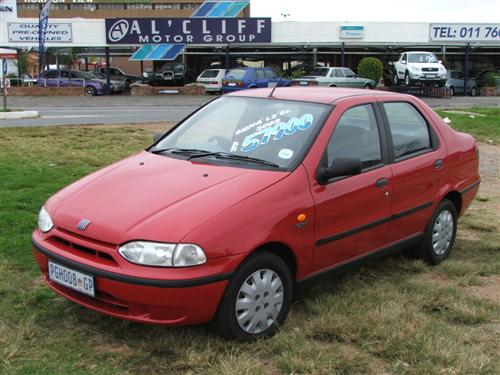
Fiat Siena

В 1996 году в Бразилии началась сборка «глобального автомобиля» в трёх типах кузова: хетчбэка Fiat Palio, седана Fiat Siena и универсала Fiat Palio Weekend. Вскоре такая же сборка началась и в Восточной Европе (в польском городе Тыхы). Однако затем автомобиль перестал удовлетворять возросшим требованиям Европейского союза к экологичности и безопасности, и в Восточной Европе проект был свёрнут.
В 1999 году была проведена первая модернизация автомобиля
К 2002 году на базе Fiat Siena был разработан специально для Восточной Европы автомобиль Fiat Albea, удовлетворявший требованиям Евросоюза к экологичности двигателя и безопасности водителя и пассажиров. Кроме того, он отличался внешним видом и мелкими доработками. Собирать Fiat Albea стали в Турции.
В 2005 году - вторая модернизация и рестайлинг
С декабря 2006 года  в России на предприятии группы SOLLERS OAO "ЗМА" в Набережных Челнах началась крупноузловая сборка Fiat Albea. С конца 2007 производится мелкоузловая сборка. Для российского рынка автомобили, собранные в Турции и Набережных Челнах, поставляли с двигателем объёмом 1,4 л (77 л.с.) и механической пятиступенчатой корбкой передач
В 2007 году российское издание «Авторевю» провело независимый краш-тест модели Fiat Albea, результат модели — 8 баллов из 16 возможных.

## Производство
Fiat Albea собирался на двух заводах: в турецком городе Бурса на совместном предприятии FIAT и Tofas, а также в Набережных Челнах компанией SOLLERS OAO "ЗМА".
Кроме Турции и России, автомобиль продавался в Венгрии, Польше, Украине, Финляндии и Румынии. В Италии Albea не продавался.
С 2002 года базовый Fiat Siena производится в КНДР в городе Нампхо компанией Pyeonghwa Motors под названием Hwiparam.

## Технические параметры

### Двигатели
На автомобили Fiat Albea, изготовленные на предприятии группы SOLLERS OAO "ЗMA" в Набережных Челнах и поставляемые на рынок России из Турции, устанавливают поперечно расположенный четырёхцилиндровый, четырёхтактный бензиновый двигатель мод. 350A1000 рабочим объёмом 1,4 л, с рядным вертикальным расположением цилиндров и жидкостным охлаждением
| Модель  | Объём    | Мощность          | Макс. крутящий момент |
| ------- | -------- | ----------------- | --------------------- |
| Бензин  |          |                   |                       |
| 1.2 8V  | 1242 см³ | 44 кВт (59 л.с.)  | 102 Н·м               |
| 1.2 16V | 1242 см³ | 59 кВт (79 л.с.)  | 114 Н·м               |
| 1.4 8V  | 1368 см³ | 57 кВт (77 л.с.)  | 115 Н·м               |
| 1.6 16V | 1596 см³ | 76 кВт (102 л.с.) | 145 Н·м               |
| Дизель  |          |                   |                       |
| 1.3 JTD | 1248 см³ | 51 кВт (69 л.с.)  | 145 Н·м               |

### Заправочные ёмкости
|                                | 1.2 8V     | 1.2 8V | 1.2 16V    | 1.2 16V | 1.4 8V     | 1.4 8V |                                                                    |
|                                | Литры      | Кг     | Литры      | Кг      | Литры      | Кг     | Предписанное топливо Рекомендуемые материалы                       |
| ------------------------------ | ---------- | ------ | ---------- | ------- | ---------- | ------ | ------------------------------------------------------------------ |
| Топливный бак: включая резерв: | 47 5,5÷7,5 | -      | 47 5,5÷7,5 | -       | 47 5,5÷7,5 | -      | Бензин высшего качества неэтилированный октановое число не ниже 95 |